# My Left Foot
My Left Foot és una pel·lícula coproduïda entre Irlanda i el Regne Unit l'any 1989, dirigida per Jim Sheridan i amb Daniel Day-Lewis en el paper principal; és una adaptació de la biografia homònima escrita per Christy Brown.
Narra la història de Christy Brown, un irlandès nascut en una família treballadora molt pobra, i que pateix una paràlisi cerebral que només li permet controlar el seu peu esquerre. Això, però, no li va impedir convertir-se en artista i escriptor.
D'entre els premis a què optava, va rebre l'Oscar al millor actor i a la millor actriu.

## Argument
Christy Brown (Daniel Day-Lewis) és un pintor, poeta i escriptor irlandès afectat de paràlisi cerebral, nascut en una família pobra de classe obrera. Amb el suport de la seva voluntariosa mare Bridget (Brenda Fricker), una professora, i la seva pròpia tenacitat, trenca totes les barreres que li impedeixen integrar-se en la societat, aprenent a utilitzar el seu peu esquerre (l'única part del cos que pot controlar) per a escriure i pintar, i arriba a ser un escriptor i artista famós.

## Repartiment
- Daniel Day-Lewis: Christy Brown
- Brenda Fricker: Mrs. Brown
- Alison Whelan: Sheila
- Kirsten Sheridan: Sharon
- Declan Croghan: Tom
- Eanna MacLiam: Benny
- Marie Conmee: Sadie
- Cyril Cusack: Lord Castlewelland
- Phelim Drew: Brian
- Ruth McCabe: Mary
- Fiona Shaw: Dr. Eileen Cole
- Ray McAnally: Mr. Brown
- Pat Laffan: Barman
- Derry Power: Customer in Bar
- Hugh O'Conor: Christy Brown (jove)

## Premis i nominacions[calcitació]

### Premis
- 1990: Oscar al millor actor per Daniel Day-Lewis
- 1990: Oscar a la millor actriu secundària per Brenda Fricker
- 1990: BAFTA al millor actor per Daniel Day-Lewis
- 1990: BAFTA al millor actor secundari per Ray McAnally
- 1990: Independent Spirit a la millor pel·lícula estrangera
- 1990: David di Donatello al millor productor estranger per Noel Pearson

### Nominacions
- 1989: European Film Awards al millor actor (Daniel Day-Lewis), director (Jim Sheridan), i pel·lícula
- 1990: Oscar al millor director per Jim Sheridan
- 1990: Oscar a la millor pel·lícula
- 1990: Oscar al millor guió adaptat per Shane Connaughton i Jim Sheridan
- 1990: BAFTA a la millor pel·lícula
- 1990: BAFTA al millor maquillatge i perruqueria
- 1990: BAFTA al millor guió adaptat per Shane Connaughton i Jim Sheridan
- 1990: Globus d'Or al millor actor dramàtic
- 1990: Globus d'Or a la millor actriu secundària